# Brancaleone Vetus
Il Parco archeologico urbano di Brancaleone Vetus è un parco archeologico istituito nel comune di Brancaleone a protezione e valorizzazione dell'antico abitato di Brancaleone di nome "Sperlonga", edificato nei secoli VI/VII d.c. 
Anticamente si chiamava "Sperlinga o Sperlonga" dal latino Spelunca e dal Greco Spelungx che significa "caverna o spelonca" ed era infatti presenti molte caverne sedi di monaci eremiti di movimento monastico nato  dal VI e VII sec. d.C. con l'arrivo di religiosi provenienti Siria, Cappadocia, Grecia. 
Il castello fu sede dal 1364 al 1515 dei Ruffo (1364-1515) e poi degli Ayerbo d'Aragona, Conti di Brancaleone (1515 -1565), successivamente vi furono gli Spatafora, poi i Carafa; nel 1774 Vincenzo VII Marchese di Brancaleone fu l'ultimo feudatario.
L'abitato fu distrutto dal terremoto del 1783 e dai seguenti nel 1905, 1907 e 1908. Fu abbandonato degli anni '50, trasferitosi ai piedi della collina..